# Primera Divisió (1995/1996)
Primera Divisió 1995/1996 był to 1. sezon andorskiej pierwszej klasy rozgrywkowej w piłce nożnej. Brało w niej udział 10 zespołów, które grały ze sobą systemem „każdy z każdym”. Tytuł mistrzowski zdobyło FC Encamp, dla którego był to pierwszy tytuł mistrzowski w historii klubu. 

## Zasady rozgrywek
W rozgrywkach brało udział 10 drużyn, walczących o tytuł mistrza Andory w piłce nożnej. Każda z drużyn rozegrała po 2 mecze ze wszystkimi przeciwnikami (razem 18 spotkań). Żaden z zespołów nie spadł do niższej klasy rozgrywkowej, ponieważ Segona Divisió powstała w 1999.

## Drużyny
| ENC | FC Encamp                | 1  |
| PRI | CE Principat             | 2  |
| SFC | FC Santa Coloma          | 3  |
| ALD | FC Aldosa                | 4  |
| MAS | Deportivo La Massana     | 5  |
| SCE | Sporting Club d’Escaldes | 6  |
| INT | Inter Club d’Escaldes    | 7  |
| SJU | UE Sant Julià            | 8  |
| SJU | Spordany Juvenil         | 9  |
| EMP | Construccions Emprim     | 10 |
| Oznaczenia: - kolumna pierwsza – skróty nazw drużyn, - kolumna trzecia – miejsce zajęte w poprzednim sezonie. |                          |    |

## Stadiony
Wszystkie drużyny grające w Primera Divisió rozgrywały wszystkie spotkania ligowe na Estadi Comunal d'Aixovall w Aixovall.

## Tabela końcowa
| Lp. | Drużyna                  | M  | Z  | R | P  | Bramki | Bramki | Różn. | Pkt | Uwagi     |
| --- | ------------------------ | -- | -- | - | -- | ------ | ------ | ----- | --- | --------- |
| 1   | FC Encamp (M)            | 18 | 15 | 2 | 1  | 64     | 18     | +46   | 47  |           |
| 2   | CE Principat             | 18 | 14 | 3 | 1  | 85     | 22     | +63   | 45  |           |
| 3   | FC Santa Coloma          | 18 | 13 | 3 | 2  | 52     | 26     | +26   | 42  |           |
| 4   | FC Aldosa                | 18 | 9  | 1 | 8  | 36     | 29     | +7    | 28  |           |
| 5   | Deportivo La Massana     | 18 | 7  | 3 | 8  | 26     | 36     | −10   | 24  |           |
| 6   | Sporting Club d’Escaldes | 18 | 7  | 2 | 9  | 38     | 35     | +3    | 23  |           |
| 7   | Inter Club d’Escaldes    | 18 | 6  | 1 | 11 | 44     | 36     | +8    | 19  |           |
| 8   | UE Sant Julià            | 18 | 4  | 4 | 10 | 37     | 44     | −7    | 16  |           |
| 9   | Spordany Juvenil         | 18 | 4  | 0 | 14 | 25     | 101    | −76   | 12  |           |
| 10  | Construccions Emprim (S) | 18 | 1  | 1 | 16 | 18     | 78     | −60   | 4   | Spadek do |